# کالرس
کالرس (انگلیسی: Caleres) شرکت خرده‌فروشی آمریکایی است، که در سال ۱۸۷۵ تأسیس شد.